# Rhizoplagiodontia lemkei
Rhizoplagiodontia lemkei là một loài động vật có vú trong họ Capromyidae, bộ Gặm nhấm. Loài này được Woods mô tả năm 1989.